# Alina Schaller

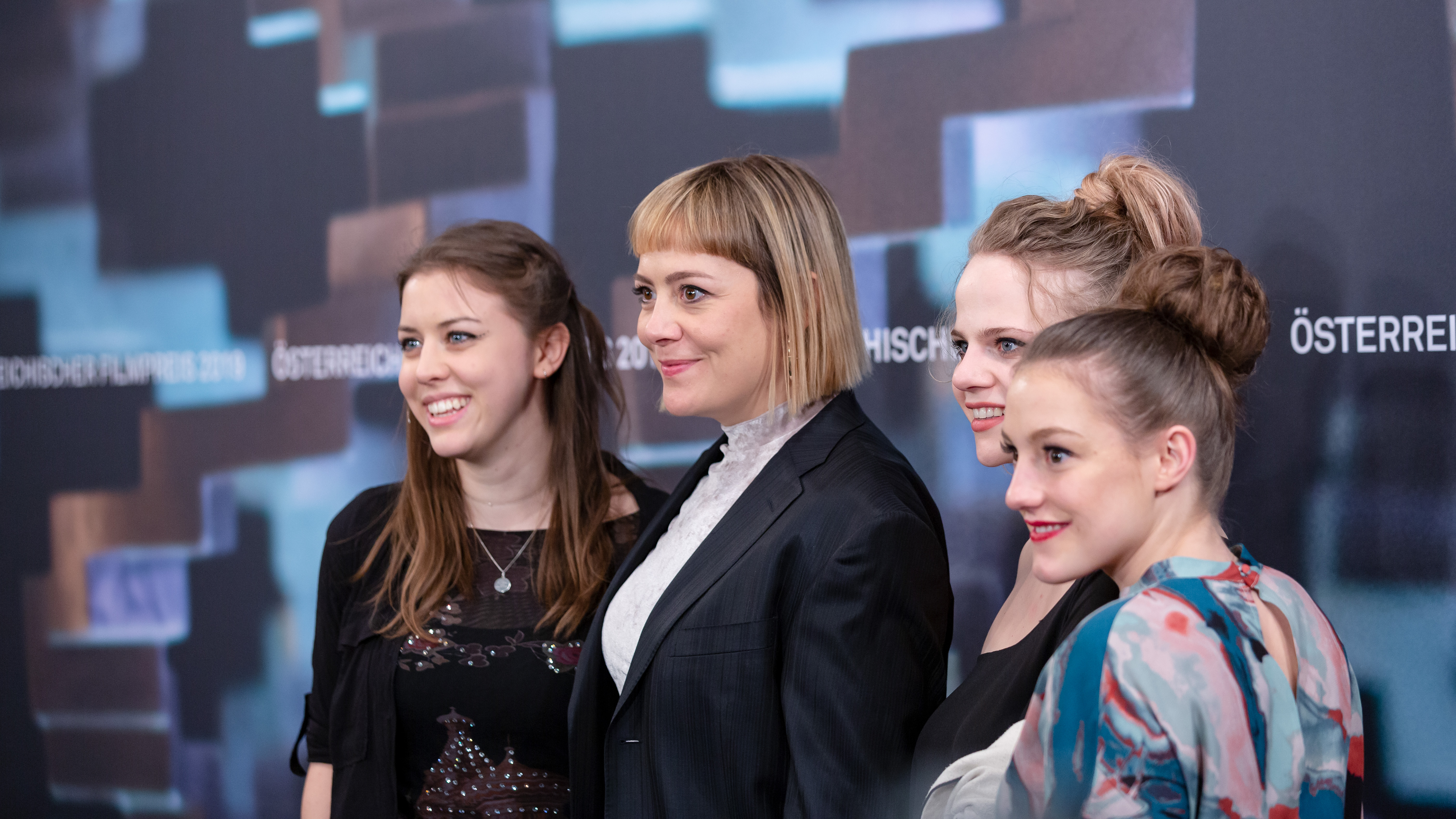
Alina Schaller (links) mit Katharina Mückstein, Lili Epply und Sophie Stockinger beim Österreichischen Filmpreis 2019

Alina Schaller (* 16. Mai 1997 in Wien) ist eine österreichische Schauspielerin.

## Leben
Alina Schaller wuchs in Purkersdorf in Niederösterreich auf. Erste Bühnenerfahrung sammelte sie ab 2005 am Theater Akzent in Kindermusicals des Vereins Rabauki. Ihr Filmdebüt gab sie 2013 im Kinofilm Talea von Katharina Mückstein. In der Saison 2014/15 war sie Mitglied der Jungen Burg des Wiener Burgtheaters, seit 2016 ist sie Mitglied des Theatervereins kollekTief. Ab 2011 besuchte sie das BORG Hegelgasse 12, wo sie 2015 maturierte. Anschließend studierte sie an der Universität Wien Kultur- und Sozialanthropologie. Seit 2022 ist sie auch für FM4 tätig.
2016 spielte sie am Wiener Schauspielhaus in Cellar Door unter der Regie von Thomas Bo Nilsson und im Musical Scrooge unter der Regie von Ferdinando Chefalo im MuseumsQuartier. Am Bronski & Grünberg Theater stand sie 2017 in one to one und in Der Spieler unter der Regie von Alexander Pschill und Kaja Dymnicki auf der Bühne. Im Rahmen der Verleihung des Nestroy-Theaterpreises 2017 war sie für ihre Darstellung der Shirley in der österreichischen Erstaufführung von Hangmen (Die Henker) von Martin McDonagh am Wiener Volkstheater in der Kategorie Bester Nachwuchs weiblich sowie im Rahmen der Kritikerumfrage der Zeitschrift Theater heute als beste Nachwuchsschauspielerin nominiert.
Im auf der Berlinale 2018 gezeigten Kurzfilm Voltage von Samira Ghahremani hatte sie eine Hauptrolle, in der Folge Alte Indianer der Fernsehserie SOKO Donau eine Episodenrolle. Außerdem stand sie 2018 für Dreharbeiten zur vierten Staffel der ORF-Fernsehserie Vorstadtweiber unter der Regie von Mirjam Unger und Harald Sicheritz vor der Kamera, in der sie die Rolle der Alma verkörpert. Im November 2018 feierte sie am Schauspielhaus Wien als Josefine in Schlafende Männer von Martin Crimp in einer Inszenierung von Tomas Schweigen Premiere. Im August 2020 nimmt sie im Rahmen des Festivals Hin & weg. Tage für zeitgenössische Theaterunterhaltung am 14-tägigen Isolationsexperiment Bitte nicht berühren der Schauspielgruppe kollekTief, gemeinsam mit vier weiteren Mitgliedern der Gruppe, darunter Felix Kammerer, teil.
Im Kinofilm Breaking the Ice (2022) von Clara Stern hatte sie an der Seite von Judith Altenberger und Pia Hierzegger eine Hauptrolle als Mira, einer Kapitänin einer Eishockeymannschaft. In der ORF/BR-Filmkomödie So haben wir dich nicht erzogen übernahm sie 2025 an der Seite von Brigitte Hobmeier und Gerti Drassl die Rolle von deren Filmtochter Hedwig.

## Filmografie (Auswahl)
- 2013: Talea (Kinofilm)
- 2015: Kurz Sebastian sein (Kurzfilm)
- 2018: Voltage (Kurzfilm)
- 2018: SOKO Donau/SOKO Wien – Alte Indianer (Fernsehserie)
- 2019: Vorstadtweiber (Fernsehserie)
- 2020: SOKO Kitzbühel – Advantage König (Fernsehserie)
- 2020: Walking on Sunshine (Fernsehserie, eine Episode)
- 2022: Breaking the Ice (Kinofilm)
- 2022: Alma und Oskar (Kinofilm)
- 2023: Rickerl – Musik is höchstens a Hobby (Kinofilm)
- 2024: SOKO Donau/SOKO Wien – Bonnie und Bonnie (Fernsehserie)

## Hörspiele (Auswahl)
- 2023: Harmonie – ein Fall für Dattinger und Kastner, Krimi-Hörspiel mit Inge Maux, Voodoo Jürgens, Hannes Duscher und Roland Gratzer – ORF/Ö1[14]

## Auszeichnungen und Nominierungen
- Für ihre Darstellung der Shirley in Hangmen (Die Henker) von Martin McDonagh am Volkstheater Wien:
  - 2017: Verleihung des Nestroy-Theaterpreises 2017 – Nominierung in der Kategorie Bester Nachwuchs weiblich[15][16]
  - 2017: Nominierung im Rahmen der Kritikerumfrage der Zeitschrift Theater heute als beste Nachwuchsschauspielerin[3]
- Romyverleihung 2020 – Nominierung in der Kategorie Bester Nachwuchs weiblich für Vorstadtweiber[17]